# 嘉兴站
嘉兴站（通常被称为老火车站）位于中国浙江省嘉兴市车站路，于清宣统元年（1909年）启用。现为沪昆铁路上的一个二等站，由上海铁路局嘉兴车务段管理。新車站已于2021年6月25日投用。

## 历史

### 初建

嘉兴火车站第一代站房

嘉兴站于清光绪三十三年（1907年）随沪杭铁路同时开建，1909年启用。车站站房位于嘉兴老城东门洋桥洞，离上海站（北站）110公里，离杭州站91公里，是当时沪杭线上最大车站之一。初建时站房为两层楼，占地4800平方呎（446平方米），1915年屋顶改造；站场设有1座长650英尺、宽30英尺的上行侧式月台和一座长840英尺、宽27英尺的岛式月台各一座，两座站台间设有一座地道连接:456。
1936年7月15日苏嘉铁路接入嘉兴站，1944年拆除。1937年8月13日中日淞沪会战爆发，8月17日起至10月23日，嘉兴站开始遭受日军七次轰炸，共投弹68枚，造成铁路工人及旅客大量伤亡，经历多次轰炸后车站建筑全毁于战火，铁路线全线中断。1938年日占当局逼迫民工和铁路员工重建站房，并修建炮楼碉堡保存至今。
至1969年，嘉兴站设有1条正线、2条到发线和3条货物线，候车室面积202平方米。1976年，车站对第二代站房客运服务设施进行现代化，新建面积361平方米的售票处，候车室面积增加至657平方米，行包房562平方米。至1990年沪杭铁路复线化前，车站设有1条正线、3条到发线和7条货物线，设有长500米的旅客站台两座，另设有3条专用线:456。
嘉兴站曾经是上海铁路局杭州铁路分局下辖的中心站，和上海铁路分局下辖的嘉善站为界。1978年起改由新成立的嘉兴车务段管辖至今:646。
2009年，嘉兴站老站房被列为市级文保单位，目前为嘉兴铁路派出所使用，2023年6月29日公布为浙江省文物保护单位
。

### 嘉兴新客站
铁道部在1975年的《关于沪杭复线初步设计的批复》中便确定嘉兴站在沪杭铁路复线建设中将进行客货分流及客站改造，原定新站房最高聚集人数1000人，后经嘉兴市政府出资增加至1500人。1992年在菱塘桥建成嘉兴东站，分流嘉兴站的货运业务。1996年2月12日，嘉兴站开始了改建工程。1997年1月16日嘉兴新客站落成，同月18日投入运营:456,461。
嘉兴新站房总建筑面积5045.14平方米。其中主站屋3861平方米，共有两层：一层为进站大厅、候车厅、售票处和行包房。其中售票厅设有13个售票窗口，行包房面积778.54平方米；进站大厅旁设有东、西候车厅：一个供往上海方向列车使用，另一个供往杭州方向使用，面积均为635平方米，每座候车厅内各设有500个座椅；二层设有软席候车室，面积100平方米（2010年改造后面积180平方米）。车站在改造后设有2条正线和2条客运到发线和1条货运到发线，2座旅客站台，两座旅客站台间设有地道连接。站场设有通往民丰纸厂、冷库和粮库的专用线各2条。嘉兴新客站另设有站前广场8800平方米:457。
2006年7月1日，嘉兴站开行前往上海方向的N892次列车。同年民丰专用线和粮库专用线停用:457。
2007年1月，沪昆铁路开行动车组列车，但由于嘉兴站设备受限，动车组列车无法停靠嘉兴站。经嘉兴市政府和上海铁路局共同研究，决定实施嘉兴火车站整体改扩建工程：工程包括1站台高站台改造、延长了地道并利用原货车到发线和货场区域新建了5号高站台、及新建和谐号候车室和扩建售票处，同时将车站货运业务全部迁往嘉兴东站办理：车站于2007年4月15日停办货运业务。2008年1月1日，嘉兴站扩建改造的第一阶段完成，和谐号动车组开始停靠嘉兴站:457。

### 南北一体化
2008年5月嘉兴当地政府开始商讨后续改造，包括车站广场和站房扩建，但相关直至2019年才开始落实。根据相关规划，嘉兴站改造将重建既有北站房，同时新建南站房；并对站场布局进行调整，将上下行正线分开并使得上下行方向各有2条到发线以解决当前上行列车接发能力不足的问题。
在改造期间，当地政府计划将原嘉兴站停靠的列车分流至嘉善站和海宁站，为此施工方首先于2019年11月至2020年4月在嘉善站新建临时候车室以承接客流；又因嘉兴站改造需占用站前广场，地方政府在距离原车站500米处新建临时枢纽站一座，于2020年4月18日启用。车站于2020年5月6日至2021年6月24日停办客运业务以配合改造，停运期间火车站临时枢纽站将开通至海宁站和嘉善站的接驳公交。
嘉兴站改造工程作为嘉兴市为迎接中国共产党成立100周年而重点建设的100个重大项目之一于2021年6月25日改造完成投用，恢复客运业务。初期仅开放北广场进站。南站房进站口和售票处于2022年1月1日开放。

## 车站结构

### 站房
嘉兴站目前站房及周边设施于2021年投入使用，由马岩松领导的MAD建筑事务所规划设计。车站设有南北两座站房，均为线侧下式布置，旅客进出站模式采用下进下出，每小时最多聚集人数2500人。两座站房外立面采用铝镁锰金属屋面板装饰，屋顶采用光伏建筑一体化工艺（BIPV）工艺铺设有总容量约为1.2兆瓦的太阳能发电光伏组件。其中南站房位于线路南侧，面积7700平方米，设有进站口1和售票处1（均暂不开放），并在地下一层设置嘉兴有轨电车车站。南站房候车室主要为往杭州方向列车旅客乘降，设有检票口1。
嘉兴站北站房位于线路北侧、原1997年建成站房处，主体位于地下，建设面积7300平方米，并在中部地面以1:1比例还原第一代站房。“1921复建站房”面积446平方米，共有2层，为清水砖墙的砖木结构。旧站房复建工程中使用了近13万块南湖湖心泥烧制而成的青、红两色砖，部分砖体表面印刻了“建党百年”、嘉兴2021”等字样。“1921复建站房”前设有台阶和电梯通往位于地下一层的北站房进站口，设有进站口2（北）和售票处2（北）。北站房候车室主要为往上海方向列车旅客乘降，设有检票口2。
- “1921复建站房”内部
- 北站房候车室
- 南站房候车室
- 南北站房连接地道

### 站场
车站在设立之初设有一座上行月台长198米，宽9米；一座长195米，宽8米的岛式月台，以及穿越路轨地道1座。2007年年底新建一座侧式高站台5站台，同时加高既有1站台。2020年对站场进行改造，将上下行正线分开，每个方向各设2条到发线。南北站房和各站台间设有4米宽进、出站地道各1座。
| 站台 | 侧式站台 | 侧式站台                        |
| 站台 | 1站台    | 沪昆铁路 往上海方向（嘉兴东站） |
| 站台 | 通过线   | 沪昆铁路上行列车通过线          |
| 站台 | 2站台    | 沪昆铁路 往上海方向（嘉兴东站） |
| 站台 | 岛式站台 |                                 |
| 站台 | 3站台    | 沪昆铁路 往昆明方向（马王塘站） |
| 站台 | 通过线   | 沪昆铁路下行列车通过线          |
| 站台 | 4站台    | 沪昆铁路 往昆明方向（马王塘站） |
| 站台 | 侧式站台 |                                 |

## 车站周边

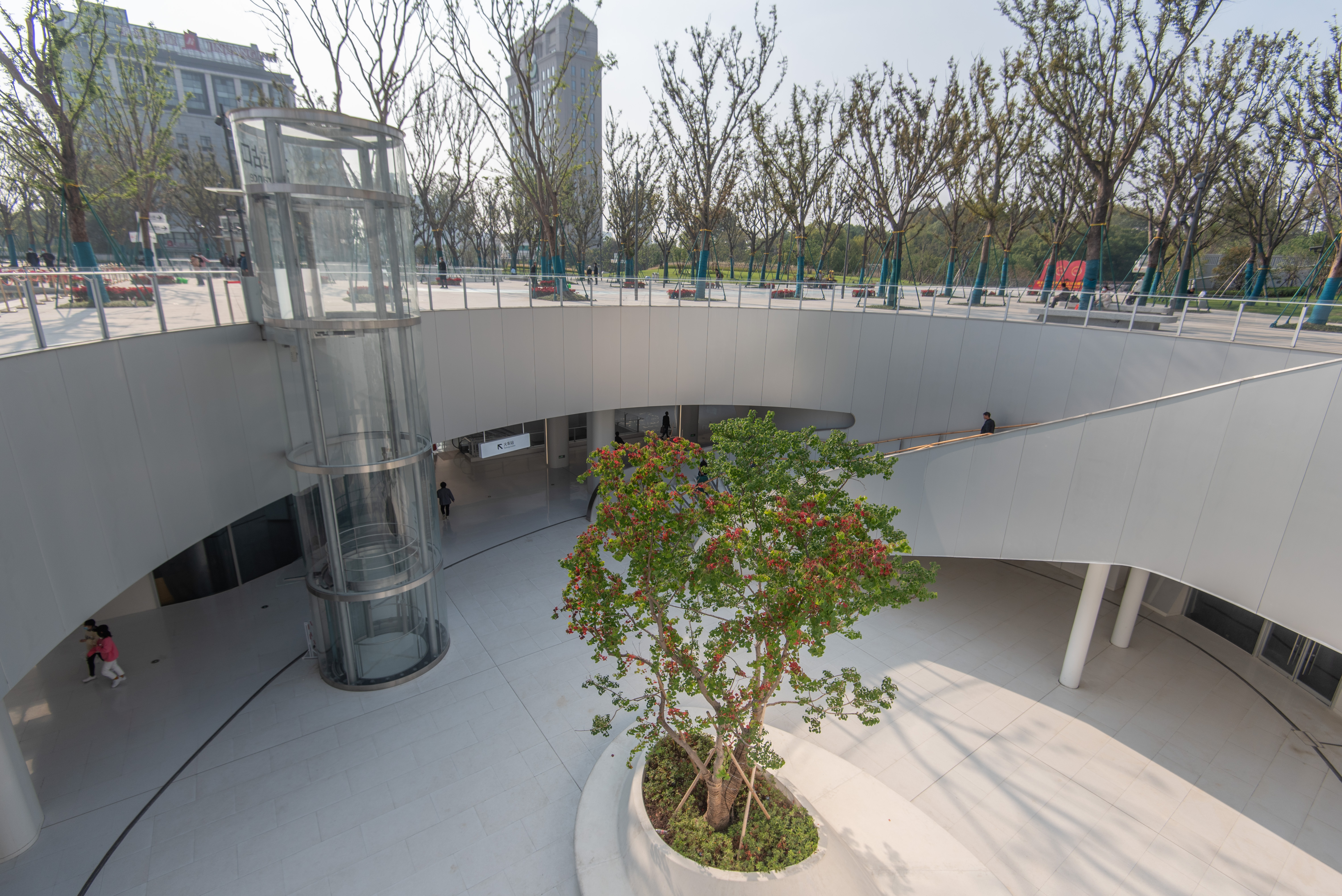
北广场下沉广场

嘉兴站改造工程除站房和站场工程外还包括周边地区改造。其中北广场通过人工造林将人民公园连为一体，形成“森林中的火车站”；南广场附近将建设“巨蛋”形公共商业设施“玉珏”。此外改造工程还将对既有车站西侧宣公弄内的4座文物建筑进行修缮并改造为历史街区。

## 接驳交通
嘉兴站北广场交通接驳设施均位于地下。B1层设有出租车上下客区域和网约车停车区，与铁路进站口2、售票处2和出站口2连接。B2层有城东路隧道经过，城东路辅道内设有上落客区域和公交中途停靠站“嘉兴火车站北广场”，有公交车4、19、22、24、1、2、5、7、9、10、31、33、89、281、51夜、52夜、56夜、58夜等班次途径；并连接社会车辆停车库，有A、B、C、D、E、5个区域、共218个车位。
北广场附近另设有公交首末站“大新路公交枢纽站”（原名“火车站临时枢纽站”）。

| 嘉兴火车站公交枢纽站 | 嘉兴火车站公交枢纽站 | 嘉兴火车站公交枢纽站 | 嘉兴火车站公交枢纽站 | 嘉兴火车站公交枢纽站 |
| 编号                 | 路线                 | 路线                 | 路线                 | 备注                 |
| -------------------- | -------------------- | -------------------- | -------------------- | -------------------- |
| 6                    | 嘉兴火车站公交枢纽站 | ⇆                    | 嘉兴大学公交首末站   |                      |
| 11                   | 嘉兴火车站公交枢纽站 | ⇆                    | 内河口岸             | 原 291               |
| 22                   | 嘉兴火车站公交枢纽站 | ⇆                    | 公交禾兴北路场       |                      |
| 60                   | 湘南公交首末站       | ⇆                    | 嘉兴火车站公交枢纽站 | 35 夜班；原 690      |
| 681                  | 油车港公交枢纽站     | ⇆                    | 嘉兴火车站公交枢纽站 |                      |

| 嘉兴火车站北广场      | 嘉兴火车站北广场               | 嘉兴火车站北广场 | 嘉兴火车站北广场   | 嘉兴火车站北广场                             |
| 编号                  | 路线                           | 路线             | 路线               | 备注                                         |
| --------------------- | ------------------------------ | ---------------- | ------------------ | -------------------------------------------- |
| 游3儿童友好主题公交线 | 秀园路公交枢纽站               | ⇆                | 大新路公交枢纽站   |                                              |
| 1                     | 嘉兴汽车客运中心               | ⇆                | 平安家园公交首末站 |                                              |
| 2                     | 昌盛花园公交首末站             | ⇆                | 湘都公交首末站     |                                              |
| 3                     | 大新路公交枢纽站               | ⇆                | 高照公交枢纽站     | 经中山西路秀园路（民泰银行）、中山西路唯胜路 |
| 4                     | 金家浜街公交首末站             | ⇆                | 大新路公交枢纽站   |                                              |
| 5                     | 昌盛花园公交首末站             | ⇆                | 万兴路公交首末站   |                                              |
| 7                     | 中港商贸中心                   | ⇆                | 开禧路公交首末站   |                                              |
| 9                     | 秀洲区行政中心公交枢纽站       | ⇆                | 中港商贸中心       |                                              |
| 10                    | 幸福家园公交首末站             | ⇆                | 周安路公交枢纽站   |                                              |
| 19                    | 大新路公交枢纽站               | ⇆                | 嘉兴汽车客运中心   | 经中电科技三十六所、市人才公寓               |
| 19区间                | 大新路公交枢纽站               | ⇆                | 嘉兴机场           |                                              |
| 24                    | 周安路公交枢纽站               | ⇆                | 大新路公交枢纽站   | 经岚山路正原路、月河历史街区东 合并原 54     |
| 31                    | 嘉城绿都公交枢纽站             | ⇆                | 经开实验集团小学部 |                                              |
| 33                    | 秀园路公交枢纽站               | ⇆                | 市车管所           |                                              |
| 51夜                  | 嘉兴汽车客运中心               | ⇆                | 嘉兴火车站北广场   | 经嘉兴学院梁林校区、吉水路农贸市场 19 夜班   |
| 52夜                  | 秀园路公交枢纽站               | ⇆                | 高照公交枢纽站     | 经龙盛路秀园路、洪高路秀新路 3 夜班          |
| 55夜                  | 嘉兴汽车北站西                 | ⇆                | 南江路广益路       |                                              |
| 56夜                  | 荣佳路骏力路                   | ⇆                | 大新路公交枢纽站   |                                              |
| 58夜                  | 大桥镇公交枢纽站               | ⇆                | 八佰伴公交枢纽站   |                                              |
| 89                    | 西南公交枢纽站（市第一医院南） | ⇆                | 公交东场枢纽站     |                                              |
| 101                   | 凤桥镇公交枢纽站               | ⇆                | 大新路公交枢纽站   | 原 游1                                       |
| 161                   | 嘉兴汽车北站                   | ⇆                | 平湖客运中心       |                                              |
| 171                   | 嘉兴汽车北站                   | ⇆                | 海盐客运中心       |                                              |
| 222                   | 新丰镇公交枢纽站               | ⇆                | 大新路公交枢纽站   | 原 109                                       |
| 281                   | 玉泉路公交首末站               | ⇆                | 油车港公交枢纽站   | 原 38                                        |

| 嘉兴火车站南广场东 | 嘉兴火车站南广场东             | 嘉兴火车站南广场东 | 嘉兴火车站南广场东   | 嘉兴火车站南广场东 |
| 编号               | 路线                           | 路线               | 路线                 | 备注               |
| ------------------ | ------------------------------ | ------------------ | -------------------- | ------------------ |
| 2                  | 昌盛花园公交首末站             | ⇆                  | 湘都公交首末站       |                    |
| 5                  | 昌盛花园公交首末站             | ⇆                  | 万兴路公交首末站     |                    |
| 6                  | 嘉兴火车站公交枢纽站           | ⇆                  | 嘉兴大学公交首末站   |                    |
| 7                  | 中港商贸中心                   | ⇆                  | 开禧路公交首末站     |                    |
| 9                  | 秀洲区行政中心公交枢纽站       | ⇆                  | 中港商贸中心         |                    |
| 11                 | 嘉兴火车站公交枢纽站           | ⇆                  | 内河口岸             | 原 291             |
| 22                 | 嘉兴火车站公交枢纽站           | ⇆                  | 公交禾兴北路场       |                    |
| 33                 | 秀园路公交枢纽站               | ⇆                  | 市车管所             |                    |
| 35                 | 大新路公交枢纽站               | ⇆                  | 湘南公交首末站       | 原 292             |
| 55夜               | 嘉兴汽车北站西                 | ⇆                  | 南江路广益路         |                    |
| 56夜               | 荣佳路骏力路                   | ⇆                  | 大新路公交枢纽站     |                    |
| 58夜               | 大桥镇公交枢纽站               | ⇆                  | 八佰伴公交枢纽站     |                    |
| 82                 | 八佰伴公交枢纽站               | ⇆                  | 万兴路公交首末站     |                    |
| 87                 | 公交禾兴北路场                 | ⇆                  | 公交东场枢纽站       |                    |
| 89                 | 西南公交枢纽站（市第一医院南） | ⇆                  | 公交东场枢纽站       |                    |
| 95                 | 大新路公交枢纽站               | ⇆                  | 嘉兴南站             |                    |
| 150                | 大新路公交枢纽站               | ⇆                  | 嘉善客运中心         | 大站快线           |
| 162                | 大新路公交枢纽站               | ⇆                  | 乍浦公交枢纽站       |                    |
| 201                | 余新镇公交枢纽站               | ⇆                  | 大新路公交枢纽站     | 原 102（第一代）   |
| 212                | 新篁公交枢纽站                 | ⇆                  | 大新路公交枢纽站     | 原 103             |
| 223                | 槜李                           | ⇆                  | 大新路公交枢纽站     | 原 106             |
| 233                | 大云                           | ⇆                  | 大新路公交枢纽站     | 原 107，合并原 232 |
| 681                | 油车港公交枢纽站               | ⇆                  | 嘉兴火车站公交枢纽站 |                    |

| 大新路公交枢纽站      | 大新路公交枢纽站   | 大新路公交枢纽站 | 大新路公交枢纽站 | 大新路公交枢纽站                             |
| 编号                  | 路线               | 路线             | 路线             | 备注                                         |
| --------------------- | ------------------ | ---------------- | ---------------- | -------------------------------------------- |
| 游3儿童友好主题公交线 | 秀园路公交枢纽站   | ⇆                | 大新路公交枢纽站 |                                              |
| 3                     | 大新路公交枢纽站   | ⇆                | 高照公交枢纽站   | 经中山西路秀园路（民泰银行）、中山西路唯胜路 |
| 4                     | 金家浜街公交首末站 | ⇆                | 大新路公交枢纽站 |                                              |
| 19                    | 大新路公交枢纽站   | ⇆                | 嘉兴汽车客运中心 | 经中电科技三十六所、市人才公寓               |
| 19区间                | 大新路公交枢纽站   | ⇆                | 嘉兴机场         |                                              |
| 24                    | 周安路公交枢纽站   | ⇆                | 大新路公交枢纽站 | 经岚山路正原路、月河历史街区东 合并原 54     |
| 35                    | 大新路公交枢纽站   | ⇆                | 湘南公交首末站   | 原 292                                       |
| 51夜                  | 嘉兴汽车客运中心   | ⇆                | 嘉兴火车站北广场 | 经嘉兴学院梁林校区、吉水路农贸市场 19 夜班   |
| 52夜                  | 秀园路公交枢纽站   | ⇆                | 高照公交枢纽站   | 经龙盛路秀园路、洪高路秀新路 3 夜班          |
| 95                    | 大新路公交枢纽站   | ⇆                | 嘉兴南站         |                                              |
| 101                   | 凤桥镇公交枢纽站   | ⇆                | 大新路公交枢纽站 | 原 游1                                       |
| 150                   | 大新路公交枢纽站   | ⇆                | 嘉善客运中心     | 大站快线                                     |
| 162                   | 大新路公交枢纽站   | ⇆                | 乍浦公交枢纽站   |                                              |
| 201                   | 余新镇公交枢纽站   | ⇆                | 大新路公交枢纽站 | 原 102（第一代）                             |
| 212                   | 新篁公交枢纽站     | ⇆                | 大新路公交枢纽站 | 原 103                                       |
| 222                   | 新丰镇公交枢纽站   | ⇆                | 大新路公交枢纽站 | 原 109                                       |
| 223                   | 槜李               | ⇆                | 大新路公交枢纽站 | 原 106                                       |
| 231                   | 大桥老镇           | ⇆                | 大新路公交枢纽站 | 原 104                                       |
| 233                   | 大云               | ⇆                | 大新路公交枢纽站 | 原 107，合并原 232                           |
| 801                   | 大新路公交枢纽站   | ⇆                | 嘉兴老年大学     | 仅上课日服务                                 |
| 812                   | 周安路公交枢纽站   | ⇆                | 大新路公交枢纽站 | 经康瑞花苑北、佳源都市、嘉兴老年大学         |

## 外部连接
- . 上铁嘉兴车务段. 嘉兴在线. 2021-06-24.[]
- . 读嘉新闻. 嘉兴在线. 2021-06-24.[]
- 周青; 刘会英; 姜都; 吴美发; 姚冉; 景骞; 俞琳. . 2021-09-28  [2021-10-20]. （原始内容存档于2021-10-21） –中国市政工程协会.